# Бальме
Бальме (итал. и пьем. Balme, франкопров. Bârmes) — коммуна в Италии, располагается в области Пьемонт, в провинции Турин.
Население составляет 95 человека (2011 г.), плотность населения составляет 2 чел./км². Занимает площадь 61 км². Почтовый индекс — 10070. Телефонный код — 0123.
Покровителем коммуны почитается Пресвятая Троица, празднование в первое воскресение после Троицына дня.

## Демография
Динамика населения:

## Администрация коммуны
- Официальный сайт: http://www.comune.balme.to.it/